# Велико княжество Сърбия
Великото княжество Сърбия (на сръбски: Велика кнежевина Србија), наричано също и Рашка по името на столицата Рас, е средновековна държава на Балканите от 1090/91 г. до превръщането ѝ в кралство през 1217 година.